# Vierde klasse 2009-10 (voetbal België)
Het seizoen 2009/10 van de Belgische Vierde Klasse ging van start in de zomer van 2009 en de normale competitie eindigde in de lente van 2010. Daarna werden nog de eindrondes voor promotie en degradatie gespeeld. Vierde Klasse of Bevordering telde vier afzonderlijke reeksen, met 16 clubs per reeks. Na dit seizoen zouden hervormingen worden doorgevoerd vanaf Derde Klasse.
In Vierde Klasse A werd met 15 ploegen gespeeld i.p.v. met 16. De reden hiervoor ligt bij SC Wielsbeke dat het vorige seizoen had moeten degraderen uit Derde Klasse. SC Wielsbeke verloor de barragematch tegen RRC Péruwelz waardoor deze eerste veroordeeld was tot degradatie (RRC Péruwelz kwalificeerde zich voor de degradatie-eindronde). Omdat de wedstrijd niet werd gespeeld op neutraal terrein (maar op het veld van RRC Péruwelz) betwistte SC Wielsbeke zijn degradatie. Het kreeg hierin gelijk en kon hierdoor in Derde Klasse blijven, met als gevolg dat er één ploeg minder was in Vierde Klasse.

## Naamswijzigingen
- RACS Couillet wijzigde zijn naam in Football Couillet-La Louvière.

## Gedegradeerde teams
Deze teams waren gedegradeerd uit de Derde Klasse voor de start van het seizoen:
- KRC Gent-Zeehaven (rechtstreeks 3A)
- SC Wielsbeke (rechtstreeks 3A)
- RFC Sérésien (rechtstreeks 3B)
- RFC Union La Calamine (rechtstreeks 3B)
- RRC Hamoir (verlies in eindronde)

## Gepromoveerde teams
Deze teams waren gepromoveerd uit de provinciale reeksen voor de start van het seizoen. Uit elke provincie promoveert de kampioen. In de drie provincies met de meeste clubs, namelijk Antwerpen, Brabant en Oost-Vlaanderen, promoveerde de provinciale eindrondewinnaar rechtstreeks naar Vierde Klasse. De eindrondewinnaars uit de andere provincies moesten nog naar een interprovinciale eindronde om kans te maken op promotie.

### Antwerpen
- KFC Oosterzonen Oosterwijk (kampioen)
- KFC Zwarte Leeuw (winnaar provinciale eindronde)

### Brabant
- Tempo Overijse (kampioen)
- K. Vilvoorde FC (winnaar provinciale eindronde)

### Limburg
- KSK Bree (kampioen)
- K. Overpeltse VV (winnaar interprovinciale eindronde)

### Oost-Vlaanderen
- KFC Sporting Sint-Gillis-Waas (kampioen)
- KFC Vrasene (winnaar provinciale eindronde)

### West-Vlaanderen
- K. Blue Star Poperinge (kampioen)
- Sporting West Harelbeke (winnaar interprovinciale eindronde)

### Henegouwen
- R. Géants Athois (kampioen)

### Luik
- RJS Bas-Oha (kampioen)
- R. Aywaille FC (winnaar interprovinciale eindronde)

### Luxemburg
- RUS Givry (kampioen)

### Namen
- SC Petit-Waret (kampioen)

## Promoverende teams
Deze teams promoveerden naar Derde Klasse op het eind van het seizoen:
- KFC Izegem (kampioen 4A)
- KSV Bornem (kampioen 4B)
- FC Verbroedering Geel-Meerhout (kampioen 4C)
- R. Entente Bertrigeoise (kampioen 4D)
- K. Olsa Brakel (winst eindronde)
- RJS Heppignies-Lambusart-Fleurus (via eindronde)
- KSC Grimbergen (via eindronde)
- RFC Huy (via eindronde)

Noot: Door een aantal fusies en verdwenen clubs in de hogere reeksen stegen een paar clubs extra via de eindronde naar Derde Klasse.

## Degraderende teams
Deze teams degradeerden naar de provinciale reeksen op het eind van het seizoen:
- RSC Pâturageois (rechtstreeks 4A)
- RUS Beloeil (rechtstreeks 4A)
- Sporting West Harelbeke (rechtstreeks 4A)
- K. Vilvoorde FC (rechtstreeks 4B)
- KFC Olympia Wilrijk (rechtstreeks 4B)
- KFC Vrasene (rechtstreeks 4B)
- K. Esperanza Neerpelt (rechtstreeks 4C)
- RFC Malmundaria 1904 (rechtstreeks 4C)
- R. Spa FC (rechtstreeks 4C)
- FC Le Lorrain Arlon (rechtstreeks 4D)
- R. Jeunesse Aischoise (rechtstreeks 4D)
- SC Petit-Waret (rechtstreeks 4D)
- Racing Jet Wavre (verlies interprovinciale eindronde)

## Kampioen
In Vierde Klasse A leidde KFC Izegem het grootst deel van het seizoen. Op paasmaandag verzekerde de club zich van de titel, ook al waren er nog vier speeldagen te gaan.
In Vierde Klasse D haalde Entente Bertrigeoise het eveneens met een ruime voorsprong. De ploeg leed tijdens het seizoen slechts één competitienederlaag.

## Eindstand
| Legende                               |
| ------------------------------------- |
| Kampioen + promotie naar Derde Klasse |
| Eindronde voor promotie               |
| Interprovinciale eindronde            |
| Degradatie naar Eerste Provinciale    |

### Vierde Klasse A
|   |    |                                  | P  | W  | G  | V  | +  | -  | DS  | Ptn |
| - | -- | -------------------------------- | -- | -- | -- | -- | -- | -- | --- | --- |
| K | 1  | KFC Izegem                       | 28 | 20 | 6  | 2  | 55 | 21 | 34  | 66  |
| E | 2  | RJS Heppignies-Lambusart-Fleurus | 28 | 15 | 8  | 5  | 43 | 27 | 16  | 53  |
| E | 3  | K. Olsa Brakel                   | 28 | 14 | 6  | 8  | 52 | 37 | 15  | 48  |
| E | 4  | KRC Gent-Zeehaven                | 28 | 12 | 10 | 6  | 42 | 25 | 17  | 46  |
|   | 5  | KFC Sparta Petegem               | 28 | 12 | 7  | 9  | 45 | 42 | 3   | 43  |
|   | 6  | SK Berlare                       | 28 | 11 | 10 | 7  | 50 | 37 | 13  | 43  |
|   | 7  | KSV Diksmuide                    | 28 | 11 | 7  | 10 | 53 | 45 | 8   | 40  |
|   | 8  | KVC Sint-Eloois-Winkel Sport     | 28 | 9  | 10 | 9  | 33 | 30 | 3   | 37  |
|   | 9  | R. Géants Athois                 | 28 | 10 | 5  | 13 | 31 | 39 | -8  | 35  |
|   | 10 | Football Couillet-La Louvière    | 28 | 8  | 7  | 13 | 25 | 37 | -12 | 31  |
|   | 11 | KFC Eendracht Zele               | 28 | 8  | 6  | 14 | 27 | 44 | -17 | 30  |
|   | 12 | K. Blue Star Poperinge           | 28 | 7  | 6  | 15 | 33 | 54 | -21 | 27  |
| D | 13 | RSC Pâturageois                  | 28 | 7  | 5  | 16 | 33 | 52 | -19 | 26  |
| D | 14 | RUS Beloeil                      | 28 | 5  | 11 | 12 | 31 | 44 | -13 | 26  |
| D | 15 | Sporting West Harelbeke          | 28 | 4  | 10 | 14 | 33 | 52 | -19 | 22  |

### Vierde Klasse B
|   |    |                               | P  | W  | G  | V  | +  | -  | DS  | Ptn |
| - | -- | ----------------------------- | -- | -- | -- | -- | -- | -- | --- | --- |
| K | 1  | KSV Bornem                    | 30 | 18 | 6  | 6  | 60 | 32 | 28  | 60  |
| E | 2  | KSC Grimbergen                | 30 | 14 | 10 | 6  | 57 | 31 | 26  | 52  |
|   | 3  | KFC Oosterzonen Oosterwijk    | 30 | 13 | 10 | 7  | 39 | 30 | 9   | 49  |
| E | 4  | K. Olympia SC Wijgmaal        | 30 | 14 | 6  | 10 | 46 | 44 | 2   | 48  |
|   | 5  | Verbroedering Meldert         | 30 | 13 | 9  | 8  | 48 | 34 | 14  | 48  |
| E | 6  | KFC Duffel                    | 30 | 14 | 4  | 12 | 44 | 38 | 6   | 46  |
|   | 7  | KFC Sporting Sint-Gillis-Waas | 30 | 12 | 8  | 10 | 51 | 39 | 12  | 44  |
|   | 8  | K. Lyra TSV                   | 30 | 11 | 8  | 11 | 33 | 32 | 1   | 41  |
|   | 9  | Dilbeek Sport                 | 30 | 10 | 8  | 12 | 42 | 45 | -3  | 38  |
|   | 10 | Tempo Overijse                | 30 | 8  | 14 | 8  | 35 | 36 | -1  | 38  |
|   | 11 | K. Londerzeel SK              | 30 | 10 | 7  | 13 | 37 | 40 | -3  | 37  |
|   | 12 | K. Berchem Sport              | 30 | 8  | 12 | 10 | 44 | 47 | -3  | 36  |
| E | 13 | KSK Sint-Paulus Opwijk        | 30 | 10 | 5  | 15 | 44 | 53 | -9  | 35  |
| D | 14 | K. Vilvoorde FC               | 30 | 8  | 10 | 12 | 44 | 55 | -11 | 34  |
| D | 15 | KFC Olympia Wilrijk           | 30 | 7  | 10 | 13 | 41 | 60 | -19 | 31  |
| D | 16 | KFC Vrasene                   | 30 | 5  | 3  | 22 | 24 | 73 | -49 | 18  |

### Vierde Klasse C
|   |    |                                | P  | W  | G  | V  | +  | -  | DS  | Ptn |
| - | -- | ------------------------------ | -- | -- | -- | -- | -- | -- | --- | --- |
| K | 1  | FC Verbroedering Geel-Meerhout | 30 | 18 | 9  | 3  | 68 | 25 | 43  | 63  |
| E | 2  | RFC Turkania Faymonville       | 30 | 17 | 8  | 5  | 68 | 35 | 33  | 59  |
| E | 3  | KESK Leopoldsburg              | 30 | 17 | 7  | 6  | 56 | 33 | 23  | 58  |
| E | 4  | KFC Sint-Lenaarts              | 30 | 16 | 9  | 5  | 67 | 37 | 30  | 57  |
|   | 5  | Spouwen-Mopertingen            | 30 | 13 | 10 | 7  | 50 | 41 | 9   | 49  |
|   | 6  | K. Patro Eisden Maasmechelen   | 30 | 12 | 8  | 10 | 42 | 41 | 1   | 44  |
|   | 7  | KFC Zwarte Leeuw               | 30 | 12 | 7  | 11 | 44 | 40 | 4   | 43  |
|   | 8  | KFC Lille                      | 30 | 10 | 11 | 9  | 47 | 41 | 6   | 41  |
|   | 9  | K. Overpeltse VV               | 30 | 11 | 7  | 12 | 39 | 49 | -10 | 40  |
|   | 10 | RFC Union La Calamine          | 30 | 12 | 3  | 15 | 41 | 43 | -2  | 39  |
|   | 11 | KSK Bree                       | 30 | 10 | 7  | 13 | 44 | 59 | -15 | 37  |
|   | 12 | KVV Heusden-Zolder             | 30 | 10 | 5  | 15 | 39 | 59 | -20 | 35  |
| E | 13 | K. Witgoor Sport Dessel        | 30 | 9  | 7  | 14 | 43 | 58 | -15 | 34  |
| D | 14 | K. Esperanza Neerpelt          | 30 | 8  | 3  | 19 | 40 | 59 | -19 | 27  |
| D | 15 | RFC Malmundaria 1904           | 30 | 7  | 5  | 18 | 30 | 48 | -18 | 26  |
| D | 16 | R. Spa FC                      | 30 | 2  | 6  | 22 | 19 | 69 | -50 | 12  |

### Vierde Klasse D
|   |    |                                      | P  | W  | G | V  | +  | -  | DS  | Ptn |
| - | -- | ------------------------------------ | -- | -- | - | -- | -- | -- | --- | --- |
| K | 1  | R. Entente Bertrigeoise              | 30 | 22 | 7 | 1  | 68 | 26 | 42  | 73  |
| E | 2  | RUW Ciney                            | 30 | 17 | 6 | 7  | 65 | 43 | 22  | 57  |
| E | 3  | RFC Huy                              | 30 | 16 | 6 | 8  | 62 | 44 | 18  | 54  |
| E | 4  | RFC Sérésien                         | 30 | 15 | 9 | 6  | 60 | 35 | 25  | 54  |
|   | 5  | R. Wallonia Walhain Chaumont-Gistoux | 30 | 13 | 6 | 11 | 51 | 38 | 13  | 45  |
|   | 5  | RUS Givry                            | 30 | 13 | 6 | 11 | 58 | 54 | 4   | 45  |
|   | 7  | RJS Taminoise                        | 30 | 13 | 3 | 14 | 60 | 53 | 7   | 42  |
|   | 8  | R. Aywaille FC                       | 30 | 11 | 9 | 10 | 53 | 49 | 4   | 42  |
|   | 9  | R. Sprimont Comblain Sport           | 30 | 11 | 7 | 12 | 48 | 46 | 2   | 40  |
|   | 9  | RRC Hamoir                           | 30 | 11 | 7 | 12 | 46 | 50 | -4  | 40  |
|   | 11 | RJS Bas-Oha                          | 30 | 11 | 3 | 16 | 48 | 55 | -7  | 36  |
|   | 12 | RFC Hannutois                        | 30 | 9  | 8 | 13 | 38 | 51 | -13 | 35  |
| E | 13 | Racing Jet Wavre                     | 30 | 9  | 7 | 14 | 48 | 60 | -12 | 34  |
| D | 14 | FC Le Lorrain Arlon                  | 30 | 8  | 5 | 17 | 44 | 72 | -28 | 29  |
| D | 15 | R. Jeunesse Aischoise                | 30 | 6  | 7 | 17 | 36 | 61 | -25 | 25  |
| D | 16 | SC Petit-Waret                       | 30 | 5  | 4 | 21 | 28 | 76 | -48 | 19  |

## Periodekampioenen

### Vierde Klasse A
Dit seizoen werd het kampioenschap in de A-reeks, die slechts 15 clubs telde, niet ingedeeld in periodes. De plaatsen in de eindronde werden toegekend aan de nummers twee, drie en vier uit de eindrangschikking.

### Vierde Klasse B
- Eerste periode: KFC Duffel, 25 punten
- Tweede periode: K. Olympia SC Wijgmaal, 23 punten
- Derde periode: KSV Bornem, 22 punten

### Vierde Klasse C
- Eerste periode: RFC Turkania Faymonville, 24 punten
- Tweede periode: KESK Leopoldsburg, 20 punten
- Derde periode: KESK Leopoldsburg, 25 punten

### Vierde Klasse D
- Eerste periode: RFC Sérésien, 24 punten
- Tweede periode: R. Entente Bertrigeoise, 26 punten
- Derde periode: R. Entente Bertrigeoise, 25 punten

## Eindronde

### Promotie-eindronde

#### Ronde 1
In de eerste ronde van de eindronde traden twaalf vierdeklassers aan, die aan elkaar gepaard werden. De zes winnaars van elk duel gaan door naar de volgende ronde.
| Datum      | Uur   | Wedstrijd                                            | Uitslag    |
| ---------- | ----- | ---------------------------------------------------- | ---------- |
| 13/05/2010 | 16:00 | K. Olympia SC Wijgmaal - K. Olsa Brakel              | 1-2        |
| 13/05/2010 | 16:00 | KESK Leopoldsburg - RFC Sérésien                     | 1-0 (n.v.) |
| 13/05/2010 | 16:00 | RFC Turkania Faymonville - KSC Grimbergen            | 0-2        |
| 13/05/2010 | 16:00 | RJS Heppignies-Lambusart-Fleurus - KRC Gent-Zeehaven | 2-0        |
| 13/05/2010 | 20:00 | RFC Huy - KFC Duffel                                 | 2-0        |
| 13/05/2010 | 20:00 | RUW Ciney - KFC Sint-Lenaarts                        | 2-0        |

#### Ronde 2
In de tweede ronde werden bij de zes winnaars van de eerste ronde KSV Sottegem en KSK Tongeren gevoegd, de ploegen die in Derde Klasse respectievelijk als op drie en op twee na laatste van hun reeks eindigden. De ploegen worden aan elkaar gepaard, de vier winnaars mogen naar Derde Klasse.
Deze ronde zou normaal worden afgewerkt op 16 mei, maar voor deze speeldag werd de eindronde voor onbepaalde duur stilgelegd. Tijdens het seizoen had het sportcomité van de voetbalbond aanvankelijk derdeklasser KVC Willebroek-Meerhof vijf forfaitscores (9 punten verlies) aangerekend omdat het een niet-speelgerechtigde speler (Amadou Touré) had opgesteld. In beroep kreeg men deze punten terug. Een andere derdeklasser, KRC Mechelen, belandde op een degradatieplaats, voelde zich benadeeld en diende hiertegen een klacht in. De evocatiecommissie van de KBVB verklaarde deze klacht ontvankelijk, zodat de eindronde werd stilgelegd tot de zaak juridisch was uitgeklaard. Als KRC Mechelen gelijk kreeg, zou het niet rechtstreeks degraderen maar naar de eindronde mogen. KSV Sottegem zou niet meer naar de eindronde moeten en zich handhaven in Derde, en R. Cappellen FC zou rechtstreeks zakken. Op 21 mei kreeg KRC Mechelen van de beroepscommissie van de voetbalbond toch geen gelijk, en besliste dat alles bij het oude zou blijven. De eindronde zou worden hervat op 30 mei. Op 28 mei werd deze echter opnieuw uitgesteld, wat al voor praktisch problemen voor de deelnemende ploegen. Ook bij het Belgisch Sporttribunaal (BAS) greep KRC Mechelen uiteindelijk bot. Dat verklaarde op 4 juni de klacht ongegrond. De eindronde kon zo op 6 juni doorgaan, na twee weken uitstel.
| Datum      | Uur   | Wedstrijd                                            | Uitslag |
| ---------- | ----- | ---------------------------------------------------- | ------- |
| 06/06/2010 | 18:00 | K. Olsa Brakel - KSK Tongeren                        | 3-0     |
| 06/06/2010 | 16:00 | KSC Grimbergen - RUW Ciney                           | 4-2     |
| 06/06/2010 | 16:00 | RFC Huy - KSV Sottegem                               | 3-0     |
| 06/06/2010 | 17:00 | RJS Heppignies-Lambusart-Fleurus - KESK Leopoldsburg | 1-0     |

##### Ronde 3
| Datum      | Uur   | Wedstrijd                                  | Uitslag |
| ---------- | ----- | ------------------------------------------ | ------- |
| 09/06/2010 | 19:00 | K. Olsa Brakel - KSC Grimbergen            | 1-0     |
| 09/06/2010 | 20:00 | RJS Heppignies-Lambusart-Fleurus - RFC Huy | 2-4     |

Ook de verliezers van de vorige ronde speelden verder:
| Datum      | Uur   | Wedstrijd                        | Uitslag |
| ---------- | ----- | -------------------------------- | ------- |
| 09/06/2010 | 20:00 | KSV Sottegem - RUW Ciney         | 2-1     |
| 09/06/2010 | 20:00 | KSK Tongeren - KESK Leopoldsburg | 2-3     |

##### Ronde 4
Een finalewedstrijd zou de winnaar van de eindronde bepalen.
| Datum      | Uur   | Wedstrijd             | Uitslag       |
| ---------- | ----- | --------------------- | ------------- |
| --/--/---- | --:-- | RFC Huy - Olsa Brakel | niet gespeeld |

Ook bij de diverse verliezers moest een laatste ronde de uiteindelijke volgorde bepalen.
| Datum      | Uur   | Wedstrijd                                         | Uitslag        |
| ---------- | ----- | ------------------------------------------------- | -------------- |
| 13/06/2010 | 16:00 | KSC Grimbergen - RJS Heppignies-Lambusart-Fleurus | 0-0 (4-2 n.p.) |
| 13/06/2010 | 16:00 | KSV Sottegem - KESK Leopoldsburg                  | 1-2 (n.v.)     |
| --/--/---- | --:-- | RUW Ciney - KSK Tongeren                          | niet gespeeld  |

Door het wegvallen van clubs en door fusies in de hogere afdelingen (zoals R. Excelsior Mouscron en KSK Beveren) waren zowel RFC Huy als K. Olsa Brakel nog voor de finale zeker van promotie en was hun finalewedstrijd overbodig. Ook de troostingsfinale tussen RUW Ciney en KSK Tongeren had sportief nauwelijks nog belang. Omdat het seizoen al zo lang was uitgelopen en de wedstrijden geen belang meer hadden vroegen RFC Huy, K. Olsa Brakel, Ciney en KSK Tongeren om hun wedstrijd niet meer te moeten spelen. Het Sportcomité ging op 11 juni akkoord en de beide matchen werden geannuleerd. Omdat het aantal stijgers nog niet helemaal zeker was, werden de andere wedstrijden wel nog gespeeld.

### Degradatie-eindronde

#### Voorronde
Normaalgezien worden de vier teams die 13de eindigden aan elkaar gepaard in een voorronde. Dit seizoen moest echter geen ploeg uit de A-reeks, die slechts 15 ploegen telde, een eindronde spelen. Uit de overige drie clubs, KSK Sint-Paulus Opwijk, K. Witgoor Sport Dessel en Racing Jet Wavre, werd door loting bepaalde welke clubs in een eerste ronde tegen elkaar zouden spelen. De verliezer moet naar de interprovinciale eindronde.
| Datum      | Uur   | Wedstrijd                                 | Uitslag |
| ---------- | ----- | ----------------------------------------- | ------- |
| 13/05/2010 | 16:00 | KSK Sint-Paulus Opwijk - Racing Jet Wavre | 3-0     |

De winnaar neemt het op tegen de derde ploeg. De winnaar van dit duel verzekert zich van het behoud in Vierde Klasse; de verliezer moet naar de interprovinciale eindronde.
| Datum      | Uur   | Wedstrijd                                        | Uitslag |
| ---------- | ----- | ------------------------------------------------ | ------- |
| 16/05/2010 | 16:00 | KSK Sint-Paulus Opwijk - K. Witgoor Sport Dessel | 1-2     |

#### Ronde 1
De twee verliezende vierdeklassers, Racing Jet Wavre en KSK Sint-Paulus Opwijk, spelen verder in een competitie met rechtstreekse uitschakeling in de Interprovinciale Eindronde. Hier worden die twee ploegen samengevoegd met ploegen uit de provinciale reeksen, namelijk KSC Menen uit West-Vlaanderen, Union Saint-Ghislain Tertre-Hautrage uit Henegouwen, K. Herk-de-Stad FC uit Limburg, ES Vaux uit Luxemburg, Standard FC Bièvre uit Namen en RRFC Montegnée uit Luik.
| Datum      | Uur   | Wedstrijd                                               | Uitslag    |
| ---------- | ----- | ------------------------------------------------------- | ---------- |
| 23/05/2010 | 16:00 | Union Saint-Ghislain Tertre-Hautrage - Racing Jet Wavre | 3-0        |
| 23/05/2010 | 16:00 | K. Herk-de-Stad FC - Standard FC Bièvre                 | 3-2 (n.v.) |
| 23/05/2010 | 16:00 | KSK Sint-Paulus Opwijk - ES Vaux                        | 3-0        |
| 24/05/2010 | 16:00 | KSC Menen - RRFC Montegnée                              | 0-1        |

#### Ronde 2
Zowel winnaars als verliezers spelen onderling tegen elkaar verder. De eindwinnaar van de eindronde promoveert naar Vierde Klasse. De andere matchen bepalen wie eventueel ook kan promoveren wanneer extra plaatsen vrijkomen in de hogere reeksen.
Winnaars eerste ronde:
| Datum      | Uur   | Wedstrijd                                             | Uitslag    |
| ---------- | ----- | ----------------------------------------------------- | ---------- |
| 30/05/2010 | 16:00 | KSK Sint-Paulus Opwijk - K. Herk-de-Stad FC           | 1-2        |
| 30/05/2010 | 16:00 | Union Saint-Ghislain Tertre-Hautrage - RRFC Montegnée | 0-2 (n.v.) |

Verliezers eerste ronde:
| Datum      | Uur   | Wedstrijd                      | Uitslag |
| ---------- | ----- | ------------------------------ | ------- |
| 30/05/2010 | 16:00 | Standard FC Bièvre - KSC Menen | 2-3     |
| 30/05/2010 | 16:00 | Racing Jet Wavre - ES Vaux     | 6-4     |

#### Ronde 3
Ook in de derde ronde spelen winnaars en verliezers van de vorige ronde verder om een uiteindelijke winnaar en eindrangorde te bepalen.
De volgende ploegen spelen voor eindwinst van de eindronde:
| Datum      | Uur   | Wedstrijd                           | Uitslag |
| ---------- | ----- | ----------------------------------- | ------- |
| 06/06/2010 | 16:00 | K. Herk-de-Stad FC - RRFC Montegnée | 0-5     |

De andere ploegen spelen eveneens verder in een onderling duel.
| Datum      | Uur   | Wedstrijd                                                    | Uitslag  |
| ---------- | ----- | ------------------------------------------------------------ | -------- |
| 06/06/2010 | 16:00 | Union Saint-Ghislain Tertre-Hautrage- KSK Sint-Paulus Opwijk | 2-0      |
| 06/06/2010 | 16:00 | KSC Menen - Racing Jet Wavre                                 | 1-2 n.v. |
| 06/06/2010 | 16:00 | Standard FC Bièvre - ES Vaux                                 | 2-0      |